# Wes Chowen
Wesley John „Wes“ Chowen (* 25. Mai 1939 in Santa Monica) ist ein ehemaliger US-amerikanischer Radrennfahrer.

## Sportliche Laufbahn
Chowen war im Straßenradsport und im Bahnradsport aktiv. 1960 war er Teilnehmer der Olympischen Sommerspiele in Rom. Im olympischen Straßenrennen kam er auf den 66. Rang. Im Mannschaftszeitfahren wurde das Team mit Bill Freund, Michael Hiltner, Wes Chowen und Bob Tetzlaff 11. des Wettbewerbs. Bei den Olympischen Sommerspielen 1964 in Tokio startete er erneut. Im Mannschaftszeitfahren kam er mit Michael Hiltner, John Allis und Mike Allen auf den 20. Platz. Bei den Panamerikanischen Spielen 1967 in Winnipeg gewann er eine Bronzemedaille in der Mannschaftsverfolgung. Er startete für den Verein North Hollywood Wheelmen.

## Berufliches
Chowen machte in seiner Armeezeit den Pilotenschein und wurde später Berufspilot bei der United and Continental Airlines.